# Ingerophrynus galeatus
Ingerophrynus galeatus е вид земноводно от семейство Крастави жаби (Bufonidae).

## Разпространение
Видът е разпространен във Виетнам, Камбоджа, Китай и Лаос.